# Gaston Lane
Pour les articles homonymes, voir Lane.

a Compétitions nationales et continentales officielles uniquement.

b Matchs officiels uniquement.
Gaston Lane, né le 23 janvier 1883 à Paris et mort le 23 septembre 1914 à Lironville (Meurthe-et-Moselle), est un international français de rugby à XV ayant occupé le poste de trois-quarts aile droit puis de centre au Racing club de France et en sélection nationale.

## Biographie

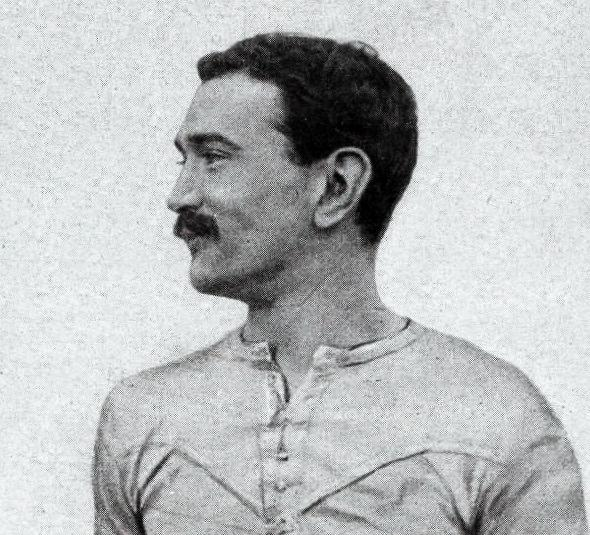
Gaston Lane en décembre 1912.

### Vie privée
Gaston Lane naît le 23 janvier 1883 dans le 2e arrondissement  de Paris. Ses parents sont Maxime Ernest Lane et Louise Angélique Legond, domiciliés au 49 rue des Petits-Carreaux.
Le 26 février 1910, alors qu'il exerce la profession d'employé de commerce et est domicilié au 24 rue Notre-Dame-de-Nazareth, Gaston Lane se marie à la mairie du XVIe arrondissement de Paris avec Anne Blanchet (née le 24 août 1880 à Serbannes dans l'Allier) qui habite au 42 rue Hamelin.

### Carrière sportive
Il joue à l'AS Bois-Colombes à ses débuts puis au Cosmopolitan Club de Paris avant de rejoindre le Racing Club de France. Gaston Lane obtient sa première sélection le 1er janvier 1906 contre les All-Blacks : premier match de l'histoire du XV de France. Il est également le capitaine du premier XV tricolore de la première édition du Tournoi des Cinq Nations, face aux Gallois à Swansea en 1910 (le deuxième sera Marcel Communeau au match suivant). Il est le premier vainqueur d'une nation britannique, l'Écosse, lors du deuxième Tournoi en 1911. Il est le premier international français à dépasser les dix sélections avec Marcel Communeau.
Il est également un excellent footballeur du club et journaliste occasionnel pour Sporting.

### Décès
Soldat de première classe au sein du 346e RI, il meurt de ses blessures de guerre à Lironville (Meurthe-et-Moselle), dès le premier mois de la Première Guerre mondiale, le 22 ou 23 septembre 1914.

## Palmarès
- Finaliste du championnat de France en 1912 avec le Racing (et capitaine là encore aux côtés de Georges André et de Pierre Failliot, eux aussi sur la ligne des trois-quarts).

## Statistiques en équipe de France
- Seize sélections
- 3 points (un essai)
- Ventilation par année : 2 en 1906, 1 en 1907, 2 en 1908, 3 en 1909, 2 en 1910, 2 en 1911, 3 en 1912, 1 en 1913.
- Cinq fois capitaine en quatre saisons (1906, 1910, 1912 et 1913).
- Quatre Tournois des Cinq Nations disputés : 1910, 1911, 1912 et 1913.

### Matchs internationaux
| #   | Date             | Lieu                             | Adversaire       | Résultat | Points marqués     | Competition              |
| --- | ---------------- | -------------------------------- | ---------------- | -------- | ------------------ | ------------------------ |
| 1.  | 1er janvier 1906 | Parc des Princes (Paris)         | Nouvelle-Zélande | 8-38     | 0 point            | Test match               |
| 2.  | 22 mars 1906     | Parc des Princes (Paris)         | Angleterre       | 8-35     | 0 point            | Test match               |
| 3.  | 5 janvier 1907   | Athletic Ground (Londres)        | Angleterre       | 13-41    | 0 point            | Test match               |
| 4.  | 1er janvier 1908 | Stade du Matin (Colombes)        | Angleterre       | 0-19     | 0 point            | Test match               |
| 5.  | 2 mars 1908      | Cardiff Arms Park (Cardiff)      | Pays de Galles   | 4-36     | 0 point            | Test match               |
| 6.  | 30 janvier 1909  | Welford Road Stadium (Leicester) | Angleterre       | 0-22     | 0 point            | Test match               |
| 7.  | 23 février 1909  | Stade du Matin (Colombes)        | Pays de Galles   | 5-47     | 0 point            | Test match               |
| 8.  | 20 mars 1909     | Lansdowne Road (Dublin)          | Irlande          | 8-18     | 3 points (1 essai) | Test match               |
| 9.  | 1er janvier 1910 | St Helens (Swansea)              | Pays de Galles   | 14-49    | 0 point            | Tournoi des Cinq Nations |
| 10. | 3 mars 1910      | Parc des Princes (Paris)         | Angleterre       | 3-11     | 0 point            | Tournoi des Cinq Nations |
| 11. | 2 janvier 1911   | Stade du Matin (Colombes)        | Écosse           | 16-15    | 0 point            | Tournoi des Cinq Nations |
| 12. | 28 février 1911  | Parc des Princes (Paris)         | Pays de Galles   | 0-15     | 0 point            | Tournoi des Cinq Nations |
| 13. | 1er janvier 1912 | Parc des Princes (Paris)         | Irlande          | 6-11     | 0 point            | Tournoi des Cinq Nations |
| 14. | 25 mars 1912     | Rodney Parade (Newport)          | Pays de Galles   | 8-14     | 0 point            | Tournoi des Cinq Nations |
| 15. | 8 avril 1912     | Parc des Princes (Paris)         | Angleterre       | 8-18     | 0 point            | Tournoi des Cinq Nations |
| 16. | 1er janvier 1913 | Parc des Princes (Paris)         | Écosse           | 3-21     | 0 point            | Tournoi des Cinq Nations |